# Kaptajnen fra Köpenick
Kaptajnen fra Köpenick var den arbejdsløse skomager Wilhelm Voigt (født 13. februar 1849 i Tilsit, død 3. marts 1922 i Luxemburg), som opnåede sin berømmelse ved 16. oktober 1906 at udklæde sig som preussisk kaptajn, tage kommando over en gruppe soldater, indtage rådhuset i Köpenick og beslaglægge kommunekassens 4000 mark og 70 pfennig. Han opnåede derimod ikke det, han først og fremmest ønskede, nemlig et særligt pas, som kunne give ham adgang til arbejde. Rådhuset i Köpenick kunne ikke udstede den slags pas.
Han blev kort efter arresteret og idømt fire års fængsel. Den tyske kejser, Wilhelm 2. af Tyskland, morede sig så meget over den falske kaptajns bedrift, at han benådede ham efter to år.
Farcen blev set som en levende illustration af den blinde, preussiske respekt for uniformer.
Historien blev siden til et teaterstykke af Carl Zuckmayer, og den er filmatiseret flere gange, bl.a. med Heinz Rühmann i titelrollen. En gang om ugen bliver teaterstykket opført foran det gamle rådhus i Köpenick.